# Caribbean Premier League 2024
Die Caribbean Premier League 2024 war die zwölfte Saison dieser Twenty20-Cricket-Meisterschaft in den West Indies und fand vom 29. August bis zum 6. Oktober 2024 statt. Im Finale konnte sich die St Lucia Kings gegen die Guyana Amazon Warriors mit 6 Wickets durchsetzen.

## Spielorte
Die folgenden Stadien wurden für die Austragung des Wettbewerbs ausgewählt. Die Playoffs werden im Providence Stadium im guyanischen Georgetown ausgetragen.
| Heimstadion                  | Stadt         | Land                | Kapazität |
| ---------------------------- | ------------- | ------------------- | --------- |
| Sir Vivian Richards Stadium  | North Sound   | Antigua und Barbuda | 10.000    |
| Kensington Oval              | Bridgetown    | Barbados            | 28.000    |
| Providence Stadium           | Georgetown    | Guyana              | 20.000    |
| Warner Park Sporting Complex | Basseterre    | St. Kitts und Nevis | 08.000    |
| Daren Sammy Cricket Ground   | Gros Islet    | St. Lucia           | 15.000    |
| Queen’s Park Oval            | Port of Spain | Trinidad und Tobago | 20.000    |
| Brian Lara Stadium           | Tarouba       | Trinidad und Tobago | 15.000    |

## Format
In der Vorrunde bestritt jedes der sechs Teams gegen jedes andere jeweils zwei Spiele. Für einen Sieg gab es zwei Punkte, für ein Unentschieden oder No Result einen. Die vier Erstplatzierten der Gruppe qualifizierten sich für die Playoffs, die im Page-Playoff-System ausgetragen wurden.

## Vorrunde
Tabelle
| Teams                       | Sp. | S | N | NR | P  | RR     |
| --------------------------- | --- | - | - | -- | -- | ------ |
| Guyana Amazon Warriors      | 10  | 7 | 3 | 0  | 14 | +0.799 |
| St Lucia Kings              | 10  | 7 | 3 | 0  | 14 | +0.673 |
| Trinbago Knight Riders      | 10  | 7 | 3 | 0  | 14 | +0.455 |
| Barbados Royals             | 10  | 5 | 5 | 0  | 10 | +0.084 |
| Antigua & Barbuda Falcons   | 10  | 3 | 7 | 0  | 6  | −0.592 |
| St Kitts and Nevis Patriots | 10  | 1 | 9 | 0  | 2  | −1.479 |

Spiele
| 29. August Scorecard | North Sound | Antigua & Barbuda Falcons 163-4 (20)             | – | St Kitts and Nevis Patriots 164-9 (20) |
|                      |             | St Kitts and Nevis Patriots gewinnt mit 1 Wicket |   |                                        |

| 30. August Scorecard | North Sound | Antigua & Barbuda Falcons 168-6 (20)         | – | Guyana Amazon Warriors 171-7 (20) |
|                      |             | Guyana Amazon Warriors gewinnt mit 3 Wickets |   |                                   |

| 31. August Scorecard | Basseterre | Trinbago Knight Riders 250-4 (20)          | – | St Kitts and Nevis Patriots 206-8 (20) |
|                      |            | Trinbago Knight Riders gewinnt mit 44 Runs |   |                                        |

| 1. September Scorecard | North Sound | Antigua & Barbuda Falcons 145-9 (20)  | – | Barbados Royals 149-1 (15.3) |
|                        |             | Barbados Royals gewinnt mit 9 Wickets |   |                              |

| 1. September Scorecard | Basseterre | St Kitts and Nevis Patriots 201-3 (20) | – | St Lucia Kings 202-5 (17.2) |
|                        |            | St Lucia Kings gewinnt mit 5 Wickets   |   |                             |

| 3. September Scorecard | North Sound | Antigua & Barbuda Falcons 142-7 (20) | – | St Lucia Kings 144-3 (17) |
|                        |             | St Lucia Kings gewinnt mit 7 Wickets |   |                           |

| 4. September Scorecard | Basseterre | Guyana Amazon Warriors 266-7 (20)          | – | St Kitts and Nevis Patriots 226 (18) |
|                        |            | Guyana Amazon Warriors gewinnt mit 40 Runs |   |                                      |

| 5. September Scorecard | North Sound | Antigua & Barbuda Falcons 176-6 (20)         | – | Trinbago Knight Riders 170-9 (20) |
|                        |             | Antigua & Barbuda Falcons gewinnt mit 6 Runs |   |                                   |

| 6. September Scorecard | Basseterre | St Kitts and Nevis Patriots 153-8 (20) | – | Barbados Royals 157-8 (19.5) |
|                        |            | Barbados Royals gewinnt mit 2 Wickets  |   |                              |

| 7. September Scorecard | Gros Islet | St Lucia Kings 100 (14.3)                    | – | Guyana Amazon Warriors 101-4 (10) |
|                        |            | Guyana Amazon Warriors gewinnt mit 6 Wickets |   |                                   |

| 8. September Scorecard | Basseterre | St Kitts and Nevis Patriots 153-8 (20)          | – | Antigua & Barbuda Falcons 154-8 (19.4) |
|                        |            | Antigua & Barbuda Falcons gewinnt mit 2 Wickets |   |                                        |

| 10. September Scorecard | Gros Islet | St Lucia Kings 187-6 (20)                    | – | Trinbago Knight Riders 189-6 (19.1) |
|                         |            | Trinbago Knight Riders gewinnt mit 4 Wickets |   |                                     |

| 11. September Scorecard | Bridgetown | Antigua & Barbuda Falcons 176-5 (20)             | – | Barbados Royals 127-3 (14.3/14.3) |
|                         |            | Barbados Royals gewinnt mit 10 Runs (D/L method) |   |                                   |

| 12. September Scorecard | Gros Islet | St Kitts and Nevis Patriots 173-5 (20) | – | St Lucia Kings 176-5 (16.3) |
|                         |            | St Lucia Kings gewinnt mit 5 Wickets   |   |                             |

| 13. September Scorecard | Bridgetown | Barbados Royals 156-7 (20)                   | – | Trinbago Knight Riders 159-8 (19.5) |
|                         |            | Trinbago Knight Riders gewinnt mit 2 Wickets |   |                                     |

| 14. September Scorecard | Bridgetown | Barbados Royals 205-6 (20)          | – | Guyana Amazon Warriors 173-5 (20) |
|                         |            | Barbados Royals gewinnt mit 32 Runs |   |                                   |

| 15. September Scorecard | Gros Islet | St Lucia Kings 152-8 (20)          | – | Antigua & Barbuda Falcons 126-8 (20) |
|                         |            | St Lucia Kings gewinnt mit 26 Runs |   |                                      |

| 17. September Scorecard | Bridgetown | St Kitts and Nevis Patriots 110 (19.1) | – | Barbados Royals 113-1 (11.2) |
|                         |            | Barbados Royals gewinnt mit 9 Wickets  |   |                              |

| 18. September Scorecard | Port of Spain | Guyana Amazon Warriors 148-7 (20)            | – | Trinbago Knight Riders 149-5 (19.2) |
|                         |               | Trinbago Knight Riders gewinnt mit 5 Wickets |   |                                     |

| 19. September Scorecard | Port of Spain | Trinbago Knight Riders 134-8 (20)               | – | Antigua & Barbuda Falcons 135-4 (19) |
|                         |               | Antigua & Barbuda Falcons gewinnt mit 6 Wickets |   |                                      |

| 20. September Scorecard | Georgetown | Guyana Amazon Warriors 137-8 (20)          | – | St Kitts and Nevis Patriots 107 (18.3) |
|                         |            | Guyana Amazon Warriors gewinnt mit 30 Runs |   |                                        |

| 21. September Scorecard | Georgetown | Barbados Royals 96-9 (20)            | – | St Lucia Kings 97-3 (13.5) |
|                         |            | St Lucia Kings gewinnt mit 7 Wickets |   |                            |

| 21. September Scorecard | Georgetown | Guyana Amazon Warriors 135-7 (20)          | – | Antigua & Barbuda Falcons 108 (18.5) |
|                         |            | Guyana Amazon Warriors gewinnt mit 27 Runs |   |                                      |

| 22. September Scorecard | Georgetown | St Lucia Kings 162-3 (20)          | – | Barbados Royals 149-8 (20) |
|                         |            | St Lucia Kings gewinnt mit 13 Runs |   |                            |

| 22. September Scorecard | Tarouba | St Kitts and Nevis Patriots 193-4 (20)       | – | Trinbago Knight Riders 197-3 (18.3) |
|                         |         | Trinbago Knight Riders gewinnt mit 7 Wickets |   |                                     |

| 24. September Scorecard | Tarouba | St Lucia Kings 218-6 (20)          | – | Trinbago Knight Riders 138 (17.5) |
|                         |         | St Lucia Kings gewinnt mit 80 Runs |   |                                   |

| 25. September Scorecard | Georgetown | Guyana Amazon Warriors 219-8 (20)          | – | Barbados Royals 172-9 (20) |
|                         |            | Guyana Amazon Warriors gewinnt mit 47 Runs |   |                            |

| 27. September Scorecard | Tarouba | Trinbago Knight Riders 175-7 (20)          | – | Barbados Royals 145-9 (20) |
|                         |         | Trinbago Knight Riders gewinnt mit 30 Runs |   |                            |

| 28. September Scorecard | Georgetown | Guyana Amazon Warriors 207-7 (20)          | – | St Lucia Kings 172-7 (20) |
|                         |            | Guyana Amazon Warriors gewinnt mit 35 Runs |   |                           |

| 29. September Scorecard | Georgetown | Trinbago Knight Riders 211-5 (20)          | – | Guyana Amazon Warriors 137 (18.5) |
|                         |            | Trinbago Knight Riders gewinnt mit 74 Runs |   |                                   |

## Playoffs

### Spiel A
| 1. Oktober Scorecard | Georgetown | Trinbago Knight Riders 168-3 (19.1/19.1)           | – | Barbados Royals 64-1 (4.2/5) |
|                      |            | Barbados Royals gewinnt mit 9 Wickets (D/L method) |   |                              |

Trinbago Knight Riders gewannen den Münzwurf und entschieden sich als Schlagmannschaft zu beginnen. Als Spieler des Spiels wurde David Miller ausgezeichnet.

### Spiel B
| 2. Oktober Scorecard | Georgetown | St Lucia Kings 198-5 (20)                       | – | Guyana Amazon Warriors 106-4 (13/13) |
|                      |            | St Lucia Kings gewinnt mit 15 Runs (D/L method) |   |                                      |

St Lucia Kings gewannen den Münzwurf und entschieden sich als Schlagmannschaft zu beginnen. Als Spieler des Spiels wurde Johnson Charles ausgezeichnet.

### Spiel C
| 4. Oktober Scorecard | Georgetown | Barbados Royals 148 (20)                     | – | Guyana Amazon Warriors 149-2 (14.3) |
|                      |            | Guyana Amazon Warriors gewinnt mit 8 Wickets |   |                                     |

Guyana Amazon Warriors gewannen den Münzwurf und entschieden sich als Feldmannschaft zu beginnen. Als Spieler des Spiels wurde Moeen Ali ausgezeichnet.

### Finale
| 6. Oktober Scorecard | Georgetown | Guyana Amazon Warriors 138-8 (20)    | – | St Lucia Kings 139-4 (18.1) |
|                      |            | St Lucia Kings gewinnt mit 6 Wickets |   |                             |

St Lucia Kings gewannen den Münzwurf und entschieden sich als Feldmannschaft zu beginnen. Als Spieler des Spiels wurde Roston Chase ausgezeichnet.